# Supstitucija (kemija)
Supstitucija je u organskoj kemiji reakcija kod koje se atom ili dio molekule zamjenjuje nekim drugim atomom ili skupinom atoma.
Opisana reakcija zove se reakcija supstitucije.
Obasjamo li smjesu klora i metana ultraljubičastom svjetlošću, te će dvije tvari kemijski međusobno reagirati. Jedan ili više vodikovih atoma u molekuli metana zamijenit će se atomom klora.
| Reakcija supstitucije smjese klora i metana |
| reakcija supstitucije smjese klora i metana |